# Federazione sciistica della Russia
La Federazione sciistica della Russia (in russo: Aссоциация лыжных видов спорта России, Associacija lyžnych vidov sporta Rossii, RSA) è la federazione sportiva che si occupa della promozione degli sport sciistici e di coordinarne l'attività agonistica in Russia, Paese di grande tradizione soprattutto nello sci nordico. Ha sede a Mosca.

## Storia
L'organizzazione venne fondata nel 2005 raccogliendo l'eredità dell'Unione sciistica della Russia (Союза лыжных федераций, Sojuza lyžnych federacij), a sua volta fondata nel 1994 attraverso l'unione delle Federazioni russe di sci di fondo, di combinata nordica e salto con gli sci, di freestyle e di sci alpino e snowboard. Afferisce alla Federazione Internazionale Sci.